# Klaus Jessen
Klaus Jessen (* 20. Juni 1964 in Kiel; † 27. Januar 2002 in Sønderborg, Dänemark) war ein deutscher Kriminalschriftsteller.
Nach einer Lehre als Elektroinstallateur begann er bei der Justizvollzugsanstalt Kiel eine zweite Ausbildung. Nach verschiedenen Tätigkeiten in Kiel und Neumünster wechselte er 1997 an die Justizvollzugsanstalt Flensburg. Neben seiner hauptberuflichen Tätigkeit schrieb er seit 1996 Kurzgeschichten für Illustrierte wie TV Neu und Freizeit Revue.
1999 veröffentlichte er mit Kurz und schmerzlos (Bachmaier Verlag, München) seine erste Kurzkrimi-Anthologie (zusammen mit Leif Boysen). Später publizierte er die Anthologie Heirate mich oder stirb. Auf der Frankfurter Buchmesse erregte dieses Buch Aufsehen, weil viele es für einen Eheratgeber hielten. 2001 erschien die dritte Anthologie Nicht ganz wasserdicht. Klaus Jessens früher Tod verhinderte die Vollendung seines vierten Buches, das als Tatsachenroman mit autobiografischen Zügen geplant war.

## Bücher
- mit Leif Boysen: Kurz und schmerzlos. Morde und andere Kleinigkeiten für unterwegs. Bachmaier, München 1999, ISBN 3-931680-15-0.
- Heirate mich oder stirb! ... und diverse andere Gründe, ein Verbrechen zu begehen. Kurzkrimis. Bachmaier, München 2000, ISBN 3-931680-20-7.
- Nicht ganz wasserdicht: gute Pläne und schlechte Alibis. 22 Krimis. Bachmaier, München 2001, ISBN 3-931680-25-8.